# Seoul Forest
Seoul Forest (koreanska: 서울숲) är en park i Sydkorea.   Den ligger i provinsen Seoul, i den nordvästra delen av landet, i huvudstaden Seoul. Seoul Forest ligger 14 meter över havet.
Terrängen runt Seoul Forest är platt söderut, men norrut är den kuperad. Runt Seoul Forest är det mycket tätbefolkat, med 7 482 invånare per kvadratkilometer. Närmaste större samhälle är Seoul, 6,1 km väster om Seoul Forest. Runt Seoul Forest är det i huvudsak tätbebyggt.